# The Sims: Histórias

Logotipo do jogo.

The Sims Histórias é  uma série de jogos de computador existente na série de jogos The Sims, o jogo foi desenvolvido pensando principalmente nos laptops, mas também pode ser jogado em computadores.

## Jogos
Jogos que fazem parte da série:
- The Sims: Histórias da Vida
- The Sims: Histórias de Bichos
- The Sims: Histórias de Náufragos

A série não possui coleções de objetos ou expansões e é avisado no site original que o jogo não suporta os pacotes de expansão e coleções de objetos do The Sims 2 original, e não precisa de nenhum jogo The Sims para rodar.

## Ligações Externas
- Site Oficial Brasileiro de The Sims Histórias
- Site Oficial Português de The Sims Histórias